# Панпсихизам
Панпсихизам је схватање по коме све делове твари прожима свест. Свет, односно природа, ствара жива створења, па би у складу са тим требало да се сматра да је свет жив организам који поседује разум, емоције и светску душу.
Схватање да је човек микрокосмос (микросвет), помоћу којег се може разумети космос у антропоморфном смислу, преовлађује у старогрчкој филозофији. Ово схватање је проширено кроз неоплатонизам и постало значајно код Лајбница, Шопенхауера, Шелинга и многих других. Варијанта панпсихизма је и савремено гледиште да би због еколошких разлога требало да посматрамо Земљу (Гају) као сложен организам чије је јединство крхко попут јединства сваког другог живог бића.